# Олександрівка (Жмеринський район)
Олекса́ндрівка — село в Україні, у Северинівській сільській громаді Жмеринського району Вінницької області.

## Географія
Село Олександрівка розташоване за 22 кілометри на захід від м. Жмеринка і 7 км від станції Матейково (залізнична лінія Жмеринка — Могилів-Подільський). Воно межує: на захід — с. Кудіївці, на південний схід — с. Носківці, північний схід — с. Северинівка і на південний захід — с. Шевченково. Село розташоване на лівому березі річки Мурафи — притоки Дністра.

## Історія села Олександрівка
Воно утворилося на початку XX століття в результаті Столипінської аграрної реформи і складалося спочатку з розрізнених хуторів. Поміщик Павло Миколайович Александров розпродав землю селянам — вихідцям з сіл Слобода-Чернятинська, росіянам-старообрядцям, а також жителям з Липовця та Шпикова. Першими поселенцями села були сім'я росіян-старообрядців Полуботкіних, Зябкіних, Мазурових, Ровнягіних, Конаревих, Демчукових, а також сім'ї вихідців зі Шпикова та Липовця — Федоренки, Стелюки, Болюхи, Тичинські, Дажуки. Офіційно село утворилося в 1909 році.
Назва села походить від прізвища поміщика, якому належала земля — П. М. Александрова. Спочатку село складалося з двох невеличких вулиць: на одній жили росіяни-старообрядці, на другій -українці. Навколо села були розташовані хутори окремих сімей, або які складались з декількох сімей чи родин: урочища Дубина, Писки та інші, які не мали окремої назви. Впродовж 30-х — 50-х років більшість цих хуторів було перенесено в село Олоксандрівку. Залишилось чотири хутори, де проживає шість сімей.
В 1978 році до села Олександрівки ввійшов населенні пункт Повал, куди входило 14 дворів і центральна садиба радгоспу імені 50-річчя Великого Жовтня та житлові будинки, у яких проживали спеціалісти та робітники радгоспу. В цей час до Олександрівської сільської Ради ввійшов населений пункт Садиба, який сьогодні носить назву Повал.
Село Олександрівка має також давню історію. На землях місцевого базового господарства знайдено декілька поселень (Горобців Яр, Середнє) часів Трипільської культури, які тут знаходились 5-6 тисяч років тому. На місці цих стоянок місцеві жителі знаходять камінні знаряддя праці (сокири, шкребки, зернотертки, прясла), а також залишки кераміки тих часів.
Через землі с. Олександрівки проходив так званий Кучманський невільничий шлях, по якому турки і татари гнали в неволю українських бранців у XVI—XVII століттях.

## Розвиток села
Розвиток села проходив впродовж XX століття. Село переживало всі ті процеси, які відбувалися в період становлення та існування радянської влади. Радянську владу в селі було проголошено в лютому 1918 року і вона встановилася в серпні 1920 року.
Під час української революції і громадянської війни село неодноразово скуповувалося німецькими, мадярськими, польськими військами, а також тут перебували війська Української Народної Республіки. Протягом 1918—1920 р.р. було поділено землю між малоземельними селянами по одній десятині на душу.
У вересні 1920 року в селі створена сільська рада депутатів трудящих і комітет незаможних селян. Одними з перших голів сільської ради були Кондратюк Семен і Беша Юхим Федорович. Останнього в 1938 році було репресовано і він загинув у сталінських таборах ГУЛАГу, а першим головою комнезаму був Мельник Яків Іванович.
В 1923 році в селі було організовано початкову школу, яка складалась з двох груп учнів загальною кількістю 12 чоловік. Першими вчителями були Заріцькі Тетяна і Фросина. Створено також школу по ліквідації неписьменності серед дорослих. В 1927 році частина селян об'єдналися в ТСОЗ — товариство по спільному обробітку землі. Весною 1929 року 25 господарств організували перший колгосп «Інтернаціонал», який очолив Демчуков Феодосій Іванович — виходець із росіян-старообрядців.
В 1930 році в село було направлено двадцятип'ятитисячника — більшовика Борщенка, який очолив роботу по завершенню так званої суцільної колективізації в селі. Період сталінських репресій в 30-х роках для села було особливо важким. Із села, у якому нараховувалось 26 дворів, було репресовано 23 особи. Репресій зазнали багато сімей. Це сім'ї Полубуткіних, з якої загинули в сталінських застінках три брати Фома Фомич (1891 р.н.), Яков Фомич (1907 р.н.) та Андрій Фомич (1901 р.н.), сім'ї Тичинських, Любанських, Обертинських та інші. Зі справою щодо репресії братів Полубуткіних, Янковського І. К. та Шувчука Е. В. вже зараз можна ознайомитись в читальному залі Вінницького Державного архіву, справу розсекречено. В 1991 році в селі було відкрито пам'ятник жертвам сталінських репресій. В 1926 році на базі колишніх поміщицьких садів поміщиці Ю. С. Пащенко було утворено відділення радгоспу «Ударник», а в 1932 році було утворено самостійний радгосп «Носківці», у якому першим директором був Меркалн Август Францович — колишній латиський стрілець. Він також в 1938 році був репресований і загинув. В радгоспі в 1932 році було близько 50 га яблуневого саду, 12 га сливи, близько 10 га груші і до 200 га зернових. Одним із перших садоводів радгоспу був Кочмарук Іван Тимофійович, першим механізатором — Войтович Микола Йосипович.

## Голодомор 1932—1933р.р
Село пережило в 1932—1933 р.р. жахливий час голодомору, коли померло від голоду близько З0 чоловік, але наслідки голодомору в селі не були такими жахливими і втрати людей були менші, аніж в сусідніх селах — Кудіївцях та Носківцях, тому що багато чоловіків із росіян-старообрядців працювали не в колгоспі, а на різних заробітках у містах.

## Село у роки війни
В 1939 році починається друга світова війни. 21 липня 1941 року село було зайняте нацистськими окупантами, тут знаходилась окупаційна зони Румунії, так звана Трансністрія. На цій території було встановлено жорстокий окупаційний режим, який тривав аж до визволення села від нацистських окупантів — 18 березня 1944 року. На фронтах другої світової війни брали участь 116 чоловік, з них загинуло — 61. За проявлений героїзм і відвагу 84 чоловіки були удостоєні бойових нагород. Звільнення села здійснила 151 Червонопрапорна Жмеринсько-Будапештська стрілецька дивізія. В селі відкрито пам'ятник загиблим воїнам-односельчанам, а також воїнам із сіл, які входять до сільської ради. Всього 169 чоловік. Також влітку 1941 року, коли Червона Армія відступала, на землях радгоспу за гинуло 3 червоноармійці. Вони були поховані в садах радгоспу. В 1963 році останки цих воїнів було перенесено в братську могилу центральної садиби радгоспу, де поставлено обеліск. Загиблі воїни залишились невідомими. Окупанти зруйнували майже всі колгоспні та радгоспні будівлі, вивезли громадську худобу, знищили майже весь радгоспний сад на площі близько 120 га.

## Після воєнна розбудова
Після звільнення села від окупантів почалася відбудова зруйнованого господарства. Матеріально-виробнича база колгоспу «Інтернаціонал» після звільнення від окупантів мала такий вигляд: дві пари коней, одна пара волів, одна свиноматка, відсутній сільськогосподарський інвентар, недостатня кількість зерна для засіву землі. Радгосп «Носківці» мав ще біднішу виробничу базу. В 1947 році жителі села пережили ще одну голодовку, у селі був один випадок поїдання людей. В 1953 році колгоспи «Перебудова» с. Кудіївець, ім. Чкалова с. Шевченково, «Інтернаціонал» с. Олександрівка об'єдналися в один колгосп імені Кірова з центром в селі Кудіївцях, який 19 квітня 1957 року був приєднаний до радгоспу «Носківці». Восени 1967 року за високі показники у виробництві радгосп було нагороджено пам'ятним прапором ЦК КПРС, ВЦРПС та ЦК ВЛКСМ, який переданий на вічне зберігання в господарстві, як символ трудової доблесті. Тоді ж радгосп отримав нову назву імені 50-річчя Великого Жовтня. В 60-ті роки господарство очолював Дегтярьов Сергій Савватійович, який за результатами своєї праці був удостоєний високого звання — Герой Соціалістичної праці. З 1970 по 1996 роки директором радгоспу був Касьянчук Дем'ян Федорович. За цей період господарство досягло високого розвитку: середньорічний прибуток становив більше як півтора мільйона карбованців (в цінах І961 року), врожай саду з одного га становив 240 центнерів. Яблука сортів «Джонатан» та «Семеренко», вирощені в радгоспі, були удостоєні двох золотих медалей на міжнародній виставці в м. Ерфурті (Німеччина). Будувалися двоповерхові житлові будинки, приміщення соціально-побутового призначення, міцніла матеріальна база господарства. Село стало одним із найкращих сіл району і області по забудові та впорядкуванню. В цей час в селі побудовано чотири двоповерхових багатоквартирних житлових будинків для працівників радгоспу та службовців (1973, 1981, 1983, 1985), Будинок культури, дитячий садок на 120 місць (1984 рік), приміщення середньої школи (1976 рік), приміщення для сільської ради (1986 рік), спальний корпус піонерського табору (1981 рік), плодосховище на 2000 тонн плодів (1970 р.), винцех, реконструйовано приміщення будинку побутових послуг, а також приміщення кінотеатру.
За свою працю та результати господарювання директор радгоспу Касьянчук Д. Ф. був нагороджений орденами Леніна, Трудового Червоного Прапора, золотими медалями. Виставки досягнень народного господарства, йому присвоєно звання «Заслужений працівник сільського господарства України».
З 1955 по 1978 роки Олександрівка відходить до Кудіївецької сільської ради, а з 1978 року в Олександрівці знову відновлено сільську раду. В ці роки поліпшився соціальний стан села. Великий внесок в цю справу зробив своєю організаторською роботою директор радгоспу Касьянчук Д. Ф. Це була людина високого інтелектуального розвитку. Як керівник господарства він цікавився не тільки виробничими питаннями, але й станом освіти, культури в населених пунктах та рівнем життя своїх односельчан.
В 1973 році в селі відкрито неповну середню школу (8 класів) з перспектив переходу до повної середньої школи. В 1976 році було введено в дію нове приміщення середньої школи, де навчалося 223 учні, а в 1975 році школа здійснила перший випуск 10 класу. Директором школи з 1973 року було призначено Сидорука Степана Давидовича, який працював на цій посаді до 2000 року. В селі відкрито філіал Жмеринської музичної школи, побутовий комбінат, який надавав 6 видів послуг, побудована діюча лазня. В селі працювало дві бібліотеки, дитсадок, а в 1985 році 9 Травня на честь 40-річчя Перемоги відкрито краєзнавчий музей історії садівництва. На початку 70-х років побудовано і введено в дію дорогу з твердим покриттям, яка сполучає село з залізничною станцією Матейково, заасфальтовано відрізок центральної догори на відстані 2-х кілометрів, а також впорядковано центр села.

## Село за часів Незалежності
Зміни, які відбуваються в Україні з часу проголошення її незалежності, мають пряме відношення і до життя села Олександрівки. Село поступово втягується в ринкові відносини. Значний вплив на розвиток господарства має Закон про економічну самостійність, а також і результати аграрної реформи і процес приватизації. В 1993 році радгосп був реорганізований у держгосп і отримав назву «Україна». Після розпаду СРСР господарство втратило споживача продукції садівництва, яку постачали в Росію та інші колишні союзні республіки. Постійно держгосп відчуває нестачу отрутохімікатів для обробітку садів проти шкідників, хім. добрив, паливно-мастильних матеріалів, запчастин для сільськогосподарської техніки. Зменшується площа садів, а також різко зменшилося поголів'я тваринництва. Це негативно позначилось на врожайності та якості продукції, яку випускає господарство. Погіршується життєвий рівень населення села. Як результат тих змін в аграрній політиці України, держгосп в 1998 році почав реорганізовуватись у відкрите акціонерне товариство, проходить процес приватизації господарства і майна колишнього держгоспу. На початку 1999 року до Олександрівської сільської ради входили такі населені пункти як село Кудіївці, село Повал і село Шевченково. Село Олександрівка нараховує 363 господарські садиби, де проживає 1057 чоловік. Є перспектива для розширення села. Для цього надаються ділянки землі молодим сім'ям для будівництва індивідуального житла. В 1998 році надано 22 таких ділянки. В селі діє загальноосвітня школа І—III ступенів, у якій навчається 96 учнів і працює 22 вчителі, переважно з вищою освітою. Школа за 25 років свого існування здійснила 23 випуски учнів з середньою освітою. В селі є дві бібліотеки, Будинок культури, дитячий садок, фельдшерсько-акушерський пункт, аптека, 2 магазини із системи коопспілки, історико-краєзнавчий музей історії садівництва, церква. В селі встановлено пам'ятники І. В. Мічуріну, воїнам-односельчанам, загиблим у роки другої світової війни, обеліск-могила невідомим солдатам, жертвам сталінських репресій та жертвам голодомору 1932—1933 років, пам'ятник Т. Г. Шевченку.
На околиці села впорядковано гарний ландшафтний парк культури і відпочинку, створений у 80-х роках XX століття з природної лісової ділянки. В парку зростає понад 50 видів дерево — чагарникових порід. На території парку протікає річка Мурафа, яка має живописні береги та відіграє оздоровче та естетичне значення для місцевого населення. Площа парку 44 га. Останніми роками в селі стихійно утворився невеличкий ринок, де продаються товари, привезені з інших населених пунктів індивідуальними продавцями та державною торгівлею. Долаючи труднощі, пов'язані з перехідним періодом, село продовжує жити і розвиватися, маючи реальну перспективу бути одним із найкращих населених пунктів не тільки в районі, але й в області та країні.
12 червня 2020 року, розпорядженням Кабінету Міністрів України № 707-р «Про визначення адміністративних центрів та затвердження територій територіальних громад Вінницької області», село увійшло до складу Северинівської сільської громади.
19 липня 2020 року, в результаті адміністративно-територіальної реформи та ліквідації Жмеринського району (1923-2020), село увійшло до складу новоутвореного Жмеринського району.